# Ciecholewy (powiat starogardzki)
Ciecholewy – wieś kociewska w Polsce położona w województwie pomorskim, w powiecie starogardzkim, w gminie Starogard Gdański na zachód od jeziora Zduńskiego otoczona kompleksem leśnym Lasu Szpęgawskiego.
W latach 1975–1998 miejscowość należała administracyjnie do województwa gdańskiego.